# Privatbrauerei Hösl
Die Privatbrauerei Hösl (auch: Hösl-Bräu) ist eine Bierbrauerei in Mitterteich in der Oberpfalz.

## Geschichte
Am 1. Februar 1906 übernahm Michael Hösl sen. die ursprünglich 1870 gegründete Gambrinusbrauerei in Mitterteich. Aufgrund Namensstreitigkeiten mit der Gambrinus-Brauerei in Weiden wurde die Brauerei 1930 in Hösl-Bräu umbenannt. 1947 übernahm Sohn Hans Hösl die Geschäfte. Am 1. Januar 1985 übernahmen nun wiederum dessen Söhne Michael und Maximilian Hösl die nun als Höslbräu OHG firmierende Brauerei. Nach dem Konkurs der OHG 1993 führte Michael Hösl den Betrieb in dritter Generation nun als Privatbrauerei Hösl weiter. Der von 25 Mitarbeitern erwirtschaftete Ausstoß liegt heute bei etwa 50.000 Hektoliter pro Jahr.
Während der mehr als hundertjährigen Geschichte der Privatbrauerei Hösl wurden etliche Um-, Erweiterungs- und Neubauten erstellt. So wurde beispielsweise 1967 ein 100 Meter tiefer Brunnen zur Brauwasserversorgung gebohrt.

## Produkte
Die Produktpalette umfasst die Biersorten Edelhell, Edel Pilsener, Hösl Urstoff, Oberpfälzer Landgold, Zünftiges Wirtshausbier, Tandem Radler, Märzen, Abt Andreas und Communbräu-Zoigl.
Weißbiere im Sortiment sind "Weissbier Resi" Helles Weissbier, "Weissbier Resi" Leichtes Weissbier, "Weissbier Resi" Dunkles Weissbier, "Weissbier Resi" Hochzeitsweissbier und Wiskey-Weisse.
Saisonal wird Süffikus Starkbier und Communbräu Winterzoigl hergestellt.
Abgefüllt wird sowohl in Kronkorkenflaschen als auch in Bügelflaschen.
Der Absatz erfolgt in erster Linie regional. Geliefert wird aber auch nach Italien, Polen und Frankreich.